# 性的ヒーリング〜其ノ四〜
『性的ヒーリング〜其ノ四〜』（せいてきヒーリング そのよん）は、2009年8月26日に発売された椎名林檎のミュージック・ビデオ集。DVDのみでの発売。発売元はEMIミュージック・ジャパン/Virgin Music。

## 概要
本作には、シングル「ありあまる富」のほか、アルバム『三文ゴシップ』収録曲「旬」「色恋沙汰」など、椎名林檎が自身によるパフォーマンスと様々なアプローチで関わったバラエティ豊かな全6曲の映像が収録されている。「流行」のミュージック・ビデオには楽曲にも参加したマボロシのMummy-Dと竹内朋康が出演。「都合のいい身体」のミュージック・ビデオはクラシカルなアニメーションを基調としたミュージカル仕立ての映像となっており、椎名林檎が歌に加えダンスも披露している。
初回生産分のみ、素肌カラーケース仕様。
2013年11月13日に発売されたミュージック・ビデオ集『The Sexual Healing Total Care Course 120min.』にも本作と同内容が収録されている。

## 収録内容
| #  | タイトル                                              | 作詞 | 作曲・編曲 | 監督     |
| -- | ----------------------------------------------------- | ---- | ---------- | -------- |
| 1. | 「旬」(ミュージック・ビデオ)                          |      |            | 木村豊   |
| 2. | 「流行」(ミュージック・ビデオ)                        |      |            | 児玉裕一 |
| 3. | 「色恋沙汰」(ミュージック・ビデオ)                    |      |            | 児玉裕一 |
| 4. | 「ありあまる富」(ミュージック・ビデオ)                |      |            | 児玉裕一 |
| 5. | 「都合のいい身体」(ミュージック・ビデオ)              |      |            | 児玉裕一 |
| 6. | 「丸ノ内サディスティック（EXPO Ver.）」(エンドロール) |      |            | 児玉裕一 |